# Relâmpago do Catatumbo

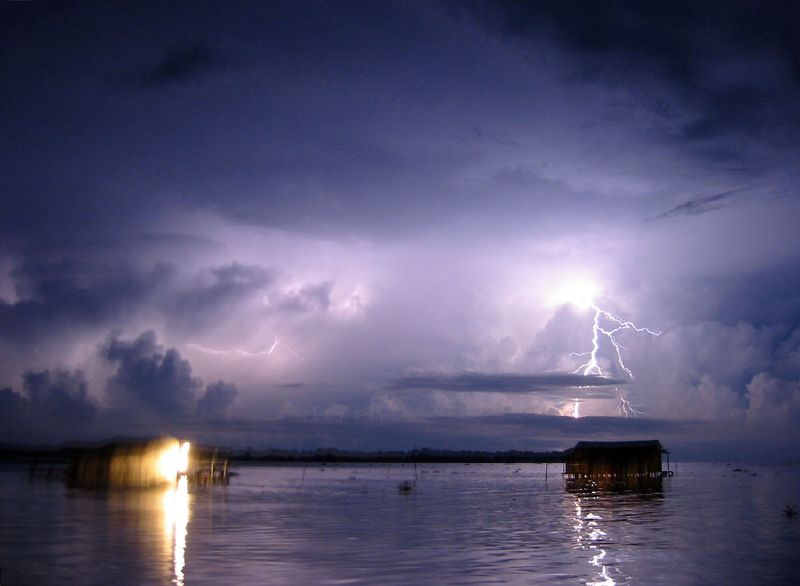
O fenômeno à noite.

Relâmpago do Catatumbo (em castelhano:  Relámpago del Catatumbo) é um fenômeno atmosférico que ocorre na Venezuela, somente sobre a foz do rio Catatumbo, onde ele deságua no lago Maracaibo. Os poderosos e frequentes relâmpagos sobre esta área relativamente pequena são considerados o maior gerador único do mundo de ozônio troposférico. Segundo o Guinness World Records, o local tem a mais alta concentração de relâmpagos do mundo — 250 por quilômetro quadrado.
Origina-se de uma massa de nuvens de tempestade a uma altura de mais de 5 quilômetros e ocorre durante 140 a 160 noites por ano, 10 horas por dia e até 280 vezes por hora. Ele acontece sobre e em torno do lago Maracaibo, geralmente sobre o pântano formado onde o rio Catatumbo deságua.
Depois de aparecer continuamente ao longo dos séculos, os relâmpagos cessaram no período de janeiro a abril de 2010, aparentemente devido à seca. Isso levantou temores de que poderia ter sido extinto de forma permanente. O fenômeno reapareceu após vários meses.